# Laura Huertas Millán
Laura Huertas Millán née à Bogota en 1983, est une artiste et cinéaste franco-colombienne.

## Biographie
Laura Huertas Millán grandit à Bogota. En 2001, elle immigre en France. Elle obtient un doctorat de l’université Paris Sciences et Lettres. Elle poursuit avec un doctorat sur la fiction ethnographique de l'Université Harvard.
En 2005, dans le film La Historia, elle revient sur son enfance et la violence quotidienne à Bogota tout en utilisant la fiction expérimentale pour proposer une autre narration que celle du discours oppressif et répressif.
De 2009 à 2012, elle réalise une série sur l’exotisme. Cette fois, elle remet en question les récits coloniaux racistes en s'appuyant sur la fantasy et la science-fiction.
Elle réalise ensuite la série Ethnographic Fictions. Elle propose des films de fictions ethnographiques décoloniales, en opposition avec la vision anthropologique patriarcale et eurocentrique.
Depuis 2018, elle s'intéresse à la notion de pharmakon, à la fois poison et remède. La culture ancestrale du coca, par les populations indigènes est un moyen de subsistance et fait partie des pratiques spirituelles. L'éradication de cette culture par pulvérisation d'herbicides entraîne une pollution des terres, un déplacement des populations, la perte de leur repère, la guerre contre la drogue, le conflit armé en Colombie. Pour cette série, elle travaille avec Cristobal Gomez Abel, un habitant de la forêt amazonienne. Elle revendique d'autres relations avec la nature et les plantes.

## Films
- La Historia, 2005
- Aequador, 19 mins, 2011
- Journey to a Land Otherwise Known, 23 mins, 2012
- Sol Negro, 43 mins, 2016
- La Libertad, 29 mins, 2017
- jeny303, 6 mins, 2018
- The Labyrinth, 21 mins, 2018
- Jíibie, 25 mins, 2019

## Distinctions
- Prix Aware, 2024[5]